# Nicolás Santacatalina Ferreres
Nicolás Santacatalina Ferreres (Port de Sagunt, 14 d'agost de 1919 - Castelló de la Plana, 22 de juliol de 2004) fou un futbolista valencià de la dècada de 1940.

## Trajectòria
Es formà al CE Castelló, i el 1939 fitxà pel FC Barcelona, amb qui debutà a primera divisió. Retornà al Castelló, i l'any 1944 ingressà al CE Sabadell a primera divisió. L'any 1947 fitxà pel València CF, club on guanyà una lliga i una copa espanyoles.
El seu germà Manuel Santacatalina Ferreres també fou futbolista de primera divisió.

## Palmarès
València
- Lliga espanyola:
  - 1946-47
- Copa espanyola:
  - 1948-49